# Hermannswalde (Kreis Heiligenbeil)
Hermannswalde  war ein Ort im ostpreußischen Kreis Heiligenbeil. Seine Ortsstelle gehört heute zum Munizipalkreis Rajon Bagrationowsk (Stadtkreis Preußisch Eylau) in der Oblast Kaliningrad (Gebiet Königsberg (Preußen)) der Russischen Föderation.

## Geographische Lage
Die Ortsstelle Hermanswaldes liegt im südlichen Westen der Oblast Kaliningrad, 24 Kilometer nordöstlich der früheren Kreisstadt Heiligenbeil (russisch Mamonowo) bzw. 28 Kilometer nordwestlich der heutigen Rajonshauptstadt Bagrationowsk (deutsch Preußisch Eylau).

## Geschichte
Hermannswalde wurde im Jahre 1863 gegründet. Als Vorwerk war es bis zum 13. Januar 1888 ein Wohnplatz im Gutsbezirk Groß Klingbeck (ein russischer Name ist nicht bekannt) im ostpreußischen Kreis Heiligenbeil, danach im Gutsbezirk Amalienwalde (kein russischer Name bekannt) und ab dem 30. September 1928 in der Landgemeinde Plössen (russisch Priwolnoje), zu der sich die Orte Amalienwalde (ohne Bruch Wedderau), Albenlauk und Preußisch Wäldchen (keine russische Namen bekannt) mit Plössen zusammenschlossen.
Als 1945 in Kriegsfolge das gesamte nördliche Ostpreußen an die Sowjetunion abgetreten wurde, verlor sich die Spur Hermannswaldes. Zwar mag der Ort noch kurzfristig besiedelt worden zu sein, doch liegt kein russischer Name oder der Hinweis auf die Zugehörigkeit zu einem Doerfsowjet vor. Offiziell nicht mehr genannt gilt der Ort heute als untergegangen.
Seine Ortsstelle liegt im Gebiet des Munizipalkreises Rajon Bagrationowsk (Stadtkreis Preußisch Eylau) in der Oblast Kaliningrad (Gebiet Königsberg (Preußen)) der Russischen Föderation.

## Religion
Bis 1945 war Hermannswalde in das Kirchspiel der evangelischen Kirche Pörschken (russisch Now-Moskowskoje) in der Kirchenprovinz Ostpreußen der Kirche der Altpreußischen Union eingegliedert.

## Verkehr
Die nicht mehr erkennbare Ortsstelle Hermannswaldes ist von Oktjabrskoje (Wargitten) aus über Landwege zu erreichen.